# Dakhla (Sahara Occidentale)
Dakhla, o al-Dakhla (in arabo الداخلة‎?, al-Dāḫila; in berbero: ⴻⴷⴷⴰⵅⵍⴰ, Ed-Daḵla; sotto la dominazione funzionale spagnola Villa Cisneros), è una città situata nel territorio del Sahara Occidentale, attualmente occupato dal Marocco. È il capoluogo della regione marocchina di Dakhla-Oued Ed Dahab.

## Geografia fisica

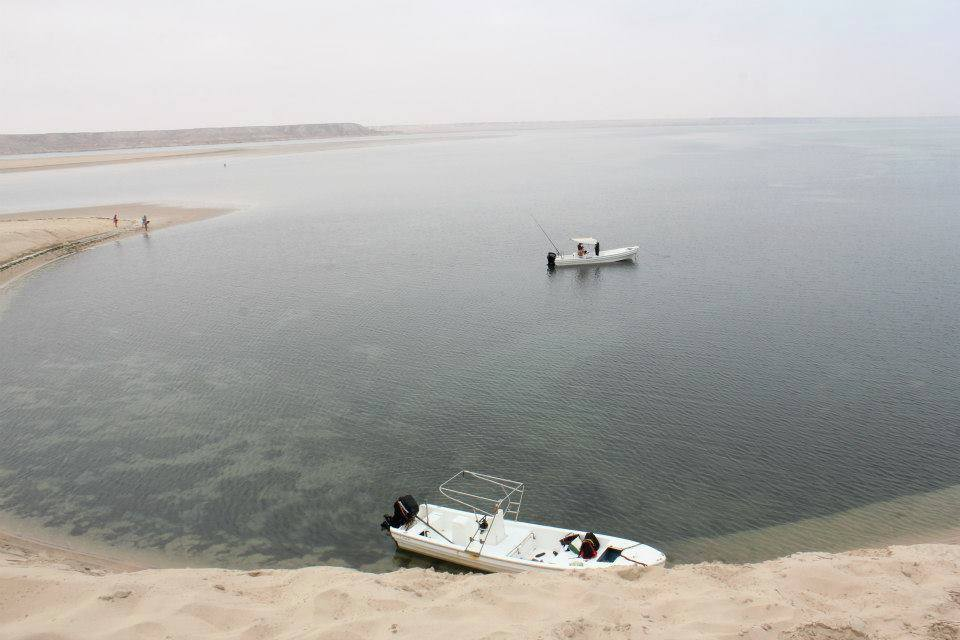
La duna bianca di Dakhla

È a 550 chilometri a sud di Laayoune sulla costa atlantica. È sopra la penisola di Rio de Oro, che si estende parallela alla costa in direzione nordest-sudest. La penisola crea un porto naturale.

## Storia

### Villa Cisneros

Stemma di Villa Cisneros sotto la sovranità spagnola

La colonia risale al 1502: è una delle enclavi che una bolla papale concede agli spagnoli a est delle Azzorre.
Nel 1884, la piazza fu ricolonizzata, su richiesta degli spagnoli, dal capitano di fanteria Emilio Bonelli, che lo ribattezzò Villa Cisneros.
Diventa una delle fasi della linea istituita da Pierre-Georges Latcoère, negli anni '20 e '30, tra Tolosa e Saint-Louis in Senegal e poi in Sud America, per trasportare la posta. Molti piloti di Aéropostale si fermarono lì, tra cui Jean Mermoz, Antoine de Saint-Exupéry o Henri Guillaumet.
A seguito degli accordi di Madrid, il terzo meridionale del Sahara occidentale fu annesso dalla Mauritania nel 1976 e Dahkla divenne la capitale della provincia di Tiris al-Gharbiyya. Nel 1979, il Fronte Polisario costrinse la Mauritania a rinunciare a qualsiasi richiesta sul Sahara. Il sud del territorio viene quindi annesso e controllato dal Marocco, che lo controlla ancora, e Dakhla diventa la capitale della regione di Oued Ed-Dahab-Lagouira, ora ridefinita.

## Monumenti e luoghi d'interesse

### Architetture religiose

#### Chiesa di Nostra Signora del Monte Carmelo

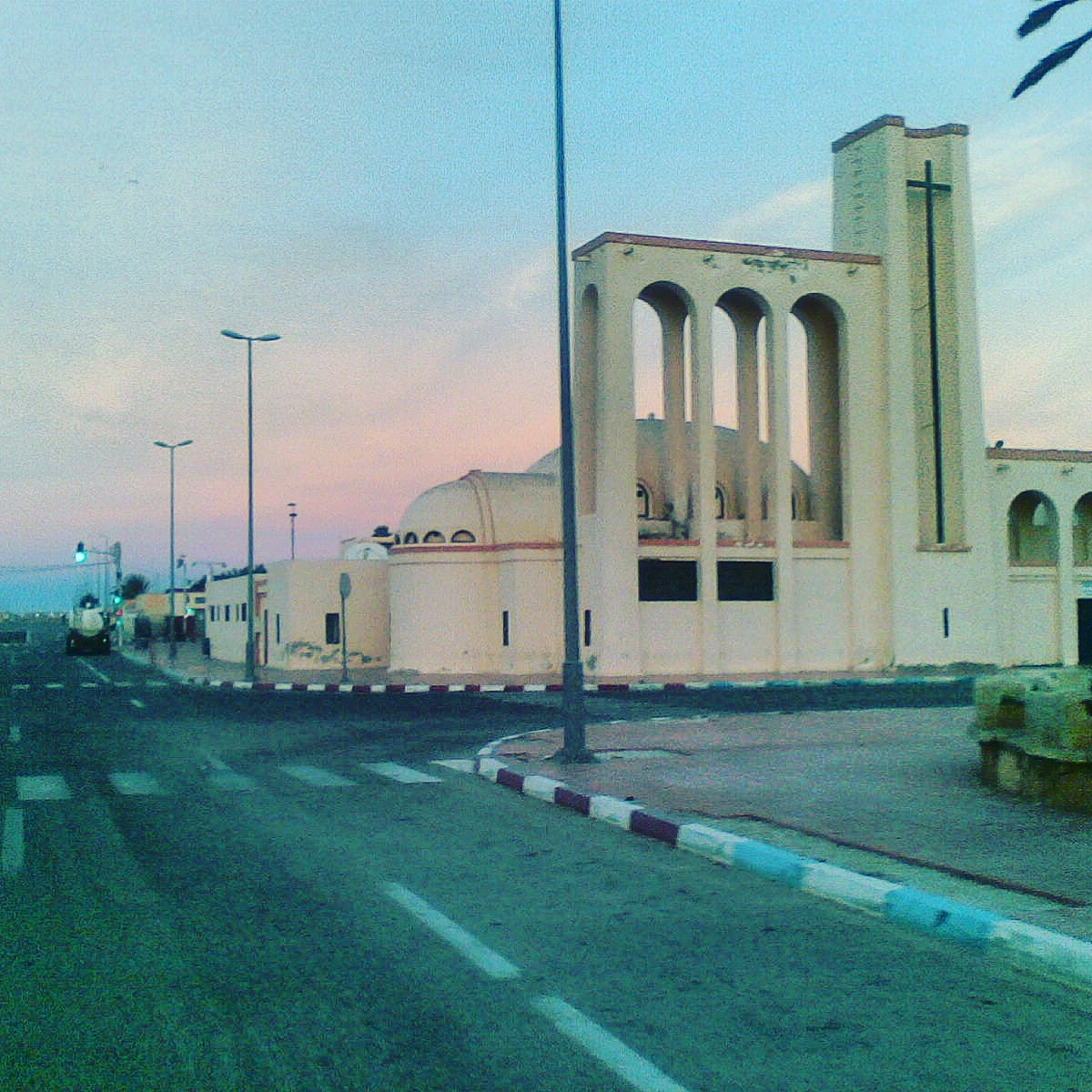

L'edificio risale all'epoca in cui Dakhla era sotto il controllo della Spagna, con il nome di Villa Cisneros. Durante il periodo del Sahara Spagnolo, la chiesa svolgeva un ruolo centrale nella vita religiosa della colonia. Dopo la decolonizzazione e il passaggio del territorio sotto il controllo del Marocco, la presenza cattolica nella regione è notevolmente diminuita, portando alla chiusura della chiesa per il culto regolare.

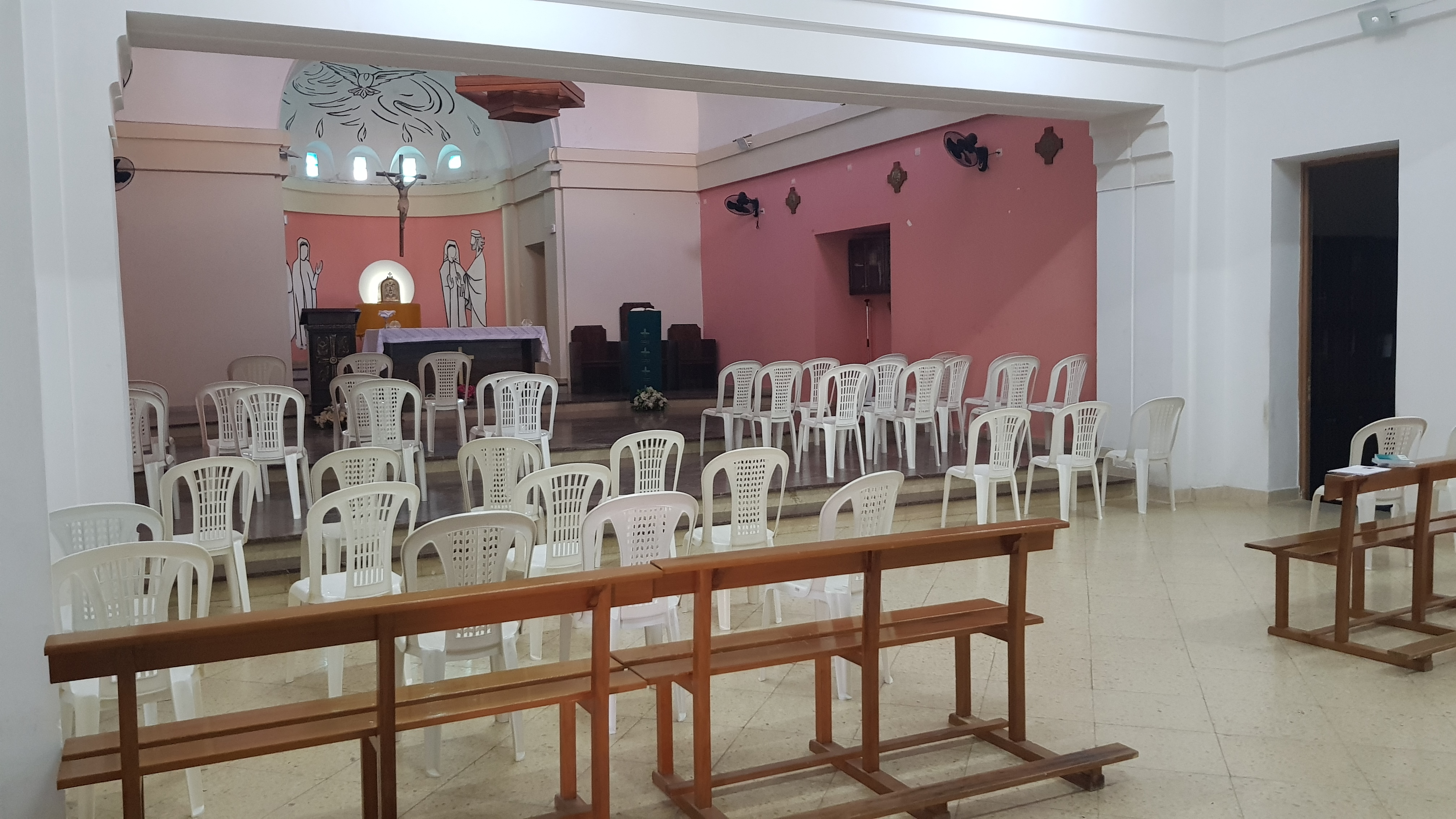
Interno della chiesa

La chiesa presenta un'architettura semplice e funzionale, tipica delle missioni cattoliche in territori coloniali. La facciata è sobria e lineare, mentre gli interni sono caratterizzati da decorazioni essenziali. L'edificio si distingue per la sua struttura in muratura bianca, in armonia con l'ambiente desertico circostante.
Attualmente non è più utilizzata per funzioni religiose regolari, ma rimane un importante sito storico e culturale della città di Dakhla. La sua presenza testimonia il passato coloniale del Sahara Occidentale e la varietà delle influenze religiose che hanno caratterizzato la regione.

## Società

### Evoluzione demografica
Dakhla ha 97 635 abitanti (stima 2012) ed integrato con dati ufficiali.
Tabella abitanti:
| Anno              | Abitanti |
| ----------------- | -------- |
| 1982 (censimento) | 17 822   |
| 1999 (stima)      | 36 000   |
| 2004 (censimento) | 58 104   |
| 2006 (calcolo)    | 67 468   |
| 2012 (calcolo)    | 97 635   |

## Cultura

### Istruzione

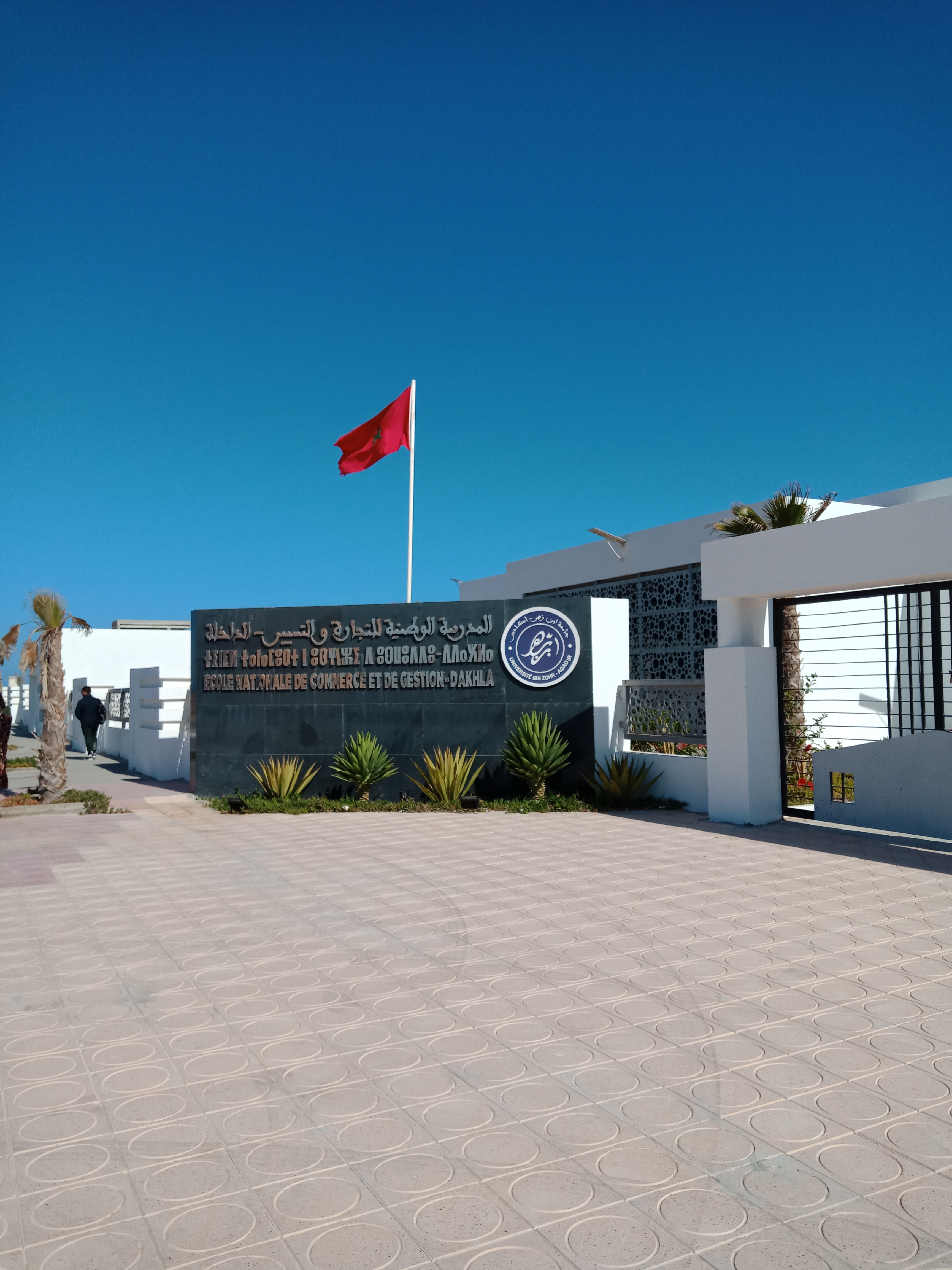
Scuola di commercio e gestione nazionale (ENCG)

- Scuole primarie: Come l'École Ibn Khaldoun e l'École Mohammed V, che offrono educazione di base secondo il curriculum marocchino.
- Scuole secondarie: Il Lycée Qualifiant Hassan II e il Lycée Ibn Rushd, che preparano gli studenti per l'università o per il mondo del lavoro con corsi scientifici e umanistici.
- Istituti professionali e tecnici: L'Institut de Formation Professionnelle de Dakhla, che offre formazione pratica in vari settori.
- Scuole private: L'École Privée Al-Fayçal e l'École Privée Al-Mouhaidi, che offrono educazione bilingue o innovativa.
- Scuole religiose: La Madrasa Al-Quran, che si concentra sull'insegnamento del Corano e della dottrina islamica.

## Amministrazione

### Gemellaggi
- Turi
- Liveri

## Sport
All'interno della baia circoscritta dalla penisola su cui sorge la città si pratica il windsurf, il kitesurf e la pesca anche sportiva di pesci di ragguardevoli dimensioni come l'ombrina dentata, la ricciola ed altri.